# Markuskyrkan
För katedralen i Venedig, se Markuskyrkan i Venedig.
Markuskyrkan är en kyrkobyggnad i Björkhagen, en söderförort till Stockholm. Kyrkan är församlingskyrka i Skarpnäcks församling, som är en församling i Svenska kyrkan. Den är uppförd på gammal sjöbotten i den björkdunge som givit stadsdelen sitt namn. 

## Kyrkobyggnaden
Markuskyrkan är ritad av arkitekten Sigurd Lewerentz och uppfördes 1956-1963. Invigningen skedde den 8 maj 1960 i provisoriska lokaler. Kyrkan räknas tillsammans med arkitektens andra kyrka, Sankt Petri (1962-1966) i Klippan, som en av höjdpunkterna i 1900-talets brutalistiska arkitektur. Lewerentz har ett arkaiskt formspråk och byggnaden anknyter till persiska traditioner. Han beskrev själv byggnadsstilen som "persisk" och kyrkan konstruerades i enlighet med sasanidisk tegeltradition och bär också iranska motiv i form av bevingade lejon. Kyrkorummet associerar också till de tidigaste kristnas katakomber eller klippkyrkor eller ännu äldre mysteriereligioner. De små fönster- och ljusinsläppen liknar de äldsta romanska kyrkorna. På så sätt frigör Lewerentz kyrkorummet från våra klichéer om hur en kyrka bör se ut och skapar ett andligt rum som är tidlöst.

## Historia
År 1955 beslöt Enskede kyrkofullmäktige att utlysa en arkitekttävling för den nya kyrkan. I prisnämnden fanns bland annat arkitekt Sven Markelius, byggnadsrådet Ragnar Hjort och professor Lennart Uhlin. Man bjöd in fem arkitekter, bland dem Georg Varhelyi, som hade ritat det höga bostadshuset i Björkhagens centrum, Peter Celsing och Sigurd Lewerentz. Det var Lewerentz som fick uppdraget att rita kyrkan.
Det första spadtaget togs den 29 mars 1958 och arbetet med Markuskyrkan blev ett för moderna tider ovanligt projekt. Det etablerades nämligen en gamla tiders byggnadshytta, där arkitekten dagligen ledde arbetet. Lewerentz uppmärksamhet riktades speciellt mot arbetsuppgifterna hos murarna, som respekterade hans kreativitet och kunskap. 
I denna byggnadshytta uppstod flera anekdoter som illustrerade att Lewerentz' kunde vara mycket bestämd. En plattsättare tyckte, att om han skulle göra så som Lewerentz ville, så “fick han det inte rakt”, varpå Lewerentz svarade : “Rakt och rakt, varför skall allting vara rakt? Det skall vara vackert, även om det är krokigt.” Och med en plåtslagare hade han följande ordväxling. Plåtslagaren: “Jag kan väl göra som jag brukar?”, Lewerentz: “Nej, det är det enda jag vet, att du inte skall göra!”
Kyrkan väckte stor uppmärksamhet redan under byggtiden både i Sverige och utomlands, och 1962 fick Sigurd Lewerentz för Markuskyrkan det första Kasper Salin-priset som utdelats.
Kyrkan stängde för renovering i april 2016. 14 oktober 2018 öppnade kyrkorummet igen efter renoveringen.

## Inventarier

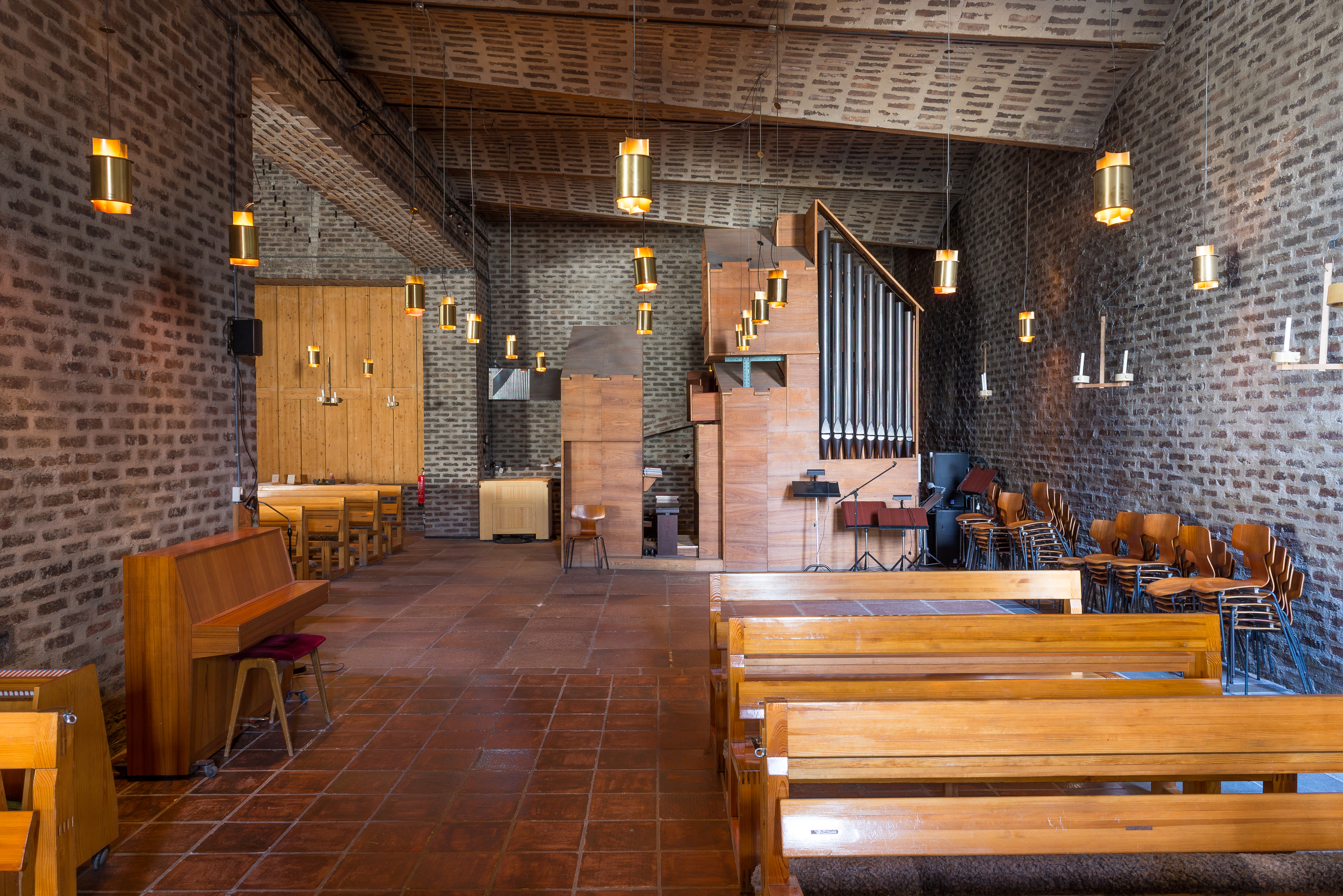
Interiör med orgeln, möbler och andra detaljer skapade för kyrkan och det dominerande teglet.

I Björkhagens kyrka använde Lewerentz första gången karmlösa fönster. Isolerglasrutorna sattes med hjälp av elastisk fogmassa direkt i muröppningen.  Det finns inga dörrfoder, socklar eller täcklister och de elektriska ledningarna är dragna synliga utanpå murverket och bildar ett eget arkitektoniskt uttryck. Målningen är ytterst sparsam, ytskikten domineras av naturmaterial, tegel från Helsingborgs Ångtegelbruk, golvklinker från Höganäs, limträbalkar och plywoodskivor. Större delen av belysningsarmaturer och bänkarna är formgivna av Lewerentz själv. Hösten 2012 kompletterades belysningen i kyrkorummet med diskreta spotlights för att förbättra ljussättningen.
Kyrkorgeln är även den formgiven av Lewerentz, med sidostycken av plywood.
Utsmyckningen i Markuskyrkan skapades av konstnärsparet Barbro och Robert Nilsson. De formgav bland annat de två vävnaderna bakom altaret och krucifixet däremellan. Kyrksilvret, ljusstakar och bronsplattan i träporten är skapade av Robert Nilsson, likaså en klinkerrelief i fasaden ovanför porten.
Den nuvarande orgeln som är byggd av Bergenblad och Jonsson i samarbete med Åkerman & Lund togs i bruk 2024.
| Man I. Huvudverk C-a3 | Man II. Svällverk C-a3 | Man III. Solo C-a3 | Pedal C-f1    | Koppel  |
| --------------------- | ---------------------- | ------------------ | ------------- | ------- |
| Principal 8'          | Rörflöjt 8'            | Principal 8'       | Principal 16' | III/II  |
| Inom svällskåp:       | Gamba 8'               | Dubbelflöjt 8'     | Subbas 16'    | III/I   |
| Fleut harm. 8'        | Salicional 8'          | Octava 4'          | Octava 8'     | II/I    |
| Fugara 8'             | Voix céleste 8'        | Flöjt 4'           | Borduna 8'    | II16'/I |
| Octava 4'             | Fleut oct. 4'          | Fagott 16'         | Flöjt 4'      | III/P   |
| Octava 2'             | Nasard 2 2/3           | Corno 8'           | Bombarde 16'  | II/P    |
| Mixtur III-IV         | Waldflöjt 2'           | Cor Anglais 8'     | Trumpet 8'    | I/P     |
| Vox humana 8'         | Cornet III             | Clairon 4'         |               |         |
| Klarinett 8'          | Trumpet 8'             |                    |               |         |
| Tremulant             | Oboe 8'                |                    |               |         |
|                       | Tremulant              |                    |               |         |

## Övriga byggnader
Inom fastigheten finns även samlingslokaler och pastorsexpedition runt en gård med en spegeldamm med en bronsfontän, Lotusblomman av Robert Nilsson.
I en sidobyggnad invid församlingsexpeditionen finns ett klocktorn med fyra klockor. Sedan kyrkan invigdes 1960 har man använt sig av manuell ringning. För den manuella klockringningen varje helg svarar Markusringarna som är en ideell organisation.
En femte klocka är placerad utanför kyrkporten. Den används speciellt vid helgmålsringningen varje lördag kväll kl 18.00. Klockan är sedan 1991 försedd med tidur och ringningen kan ske automatiskt eller manuellt. Under sommartid ersätter denna klocka med automatisk ringning den ordinarie helgringningen.

## Bildgalleri

### Exteriör

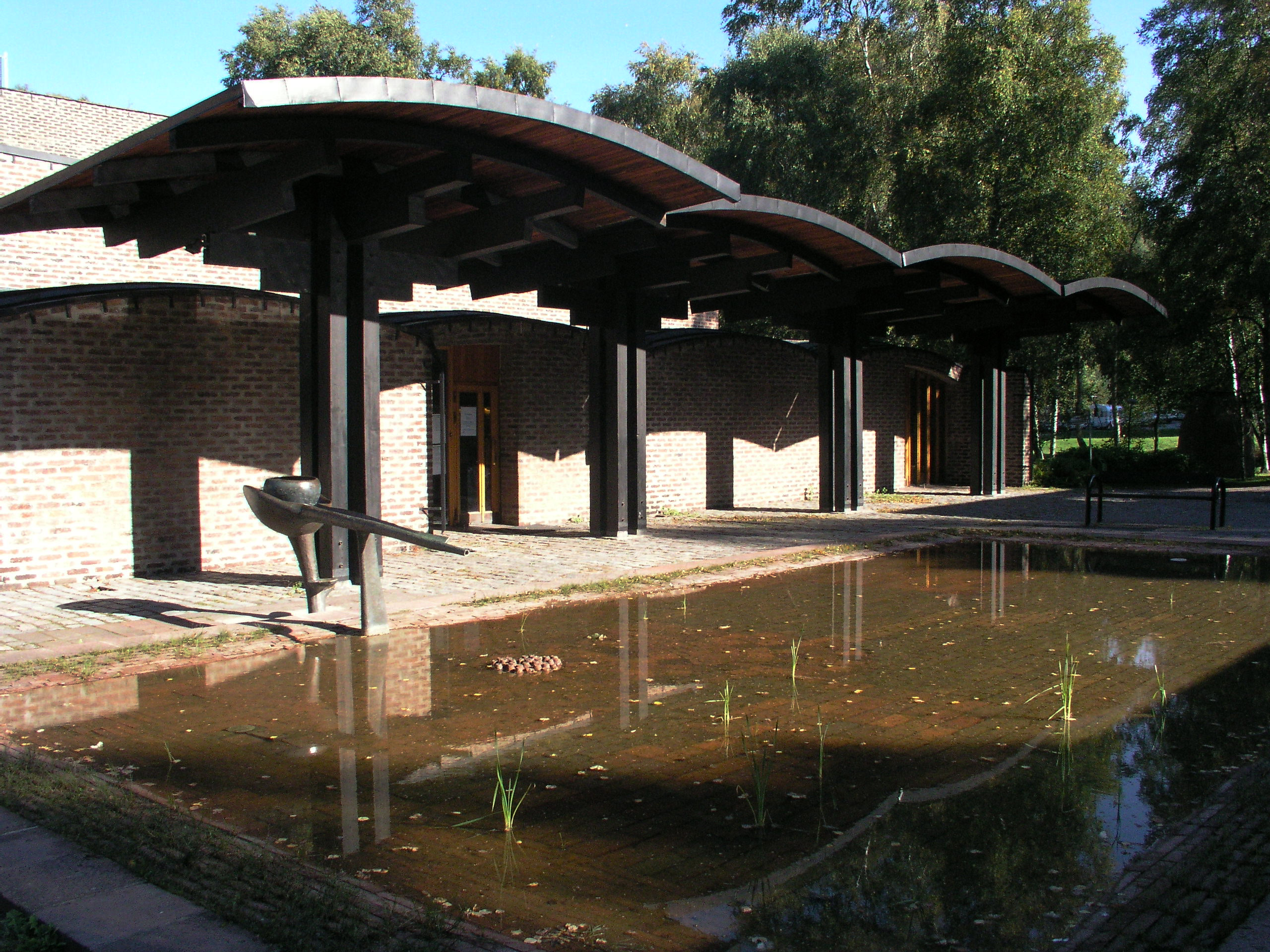
Spegeldammen med Lotusblomman
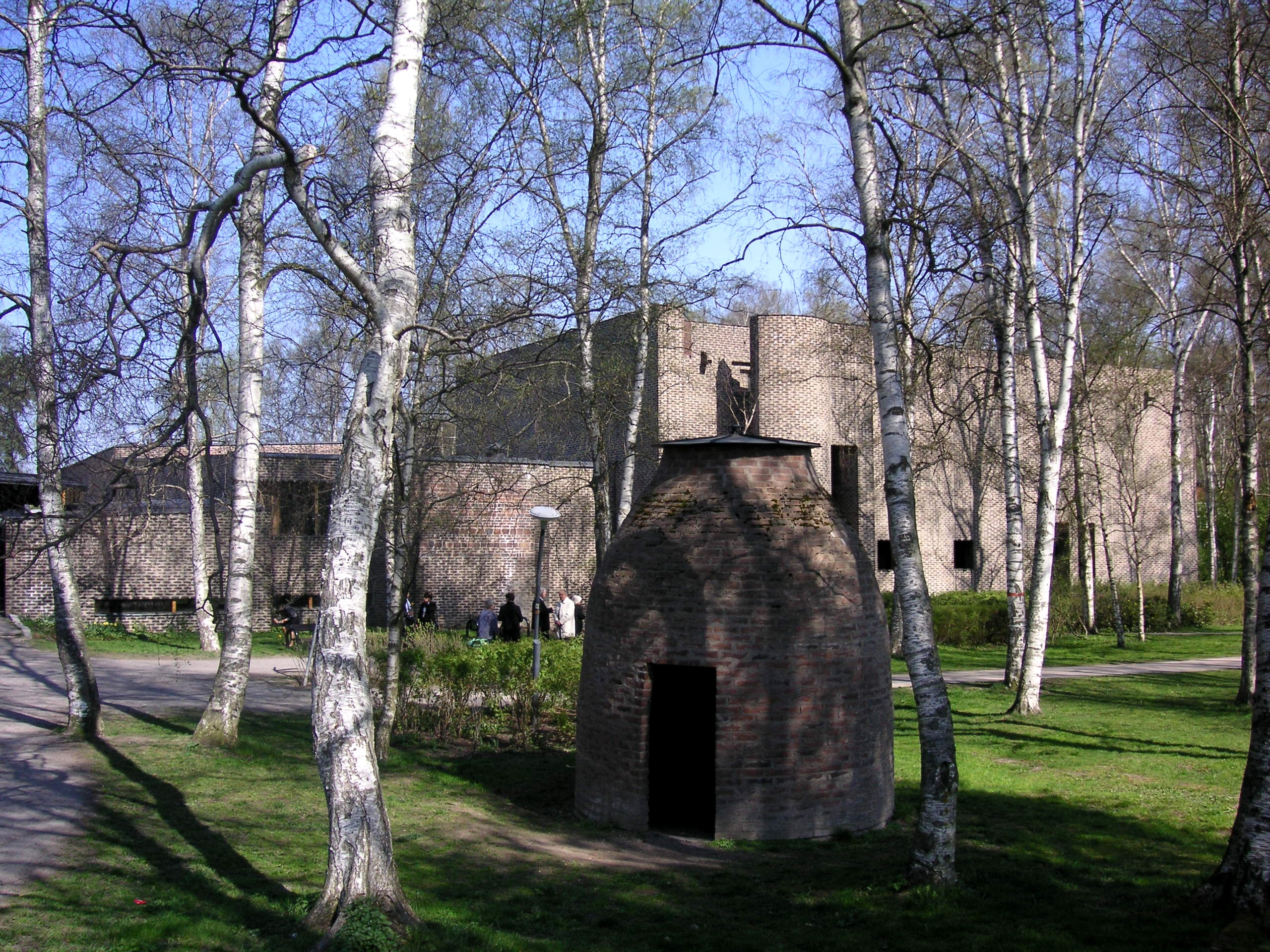
Entrésidan med "igloon"
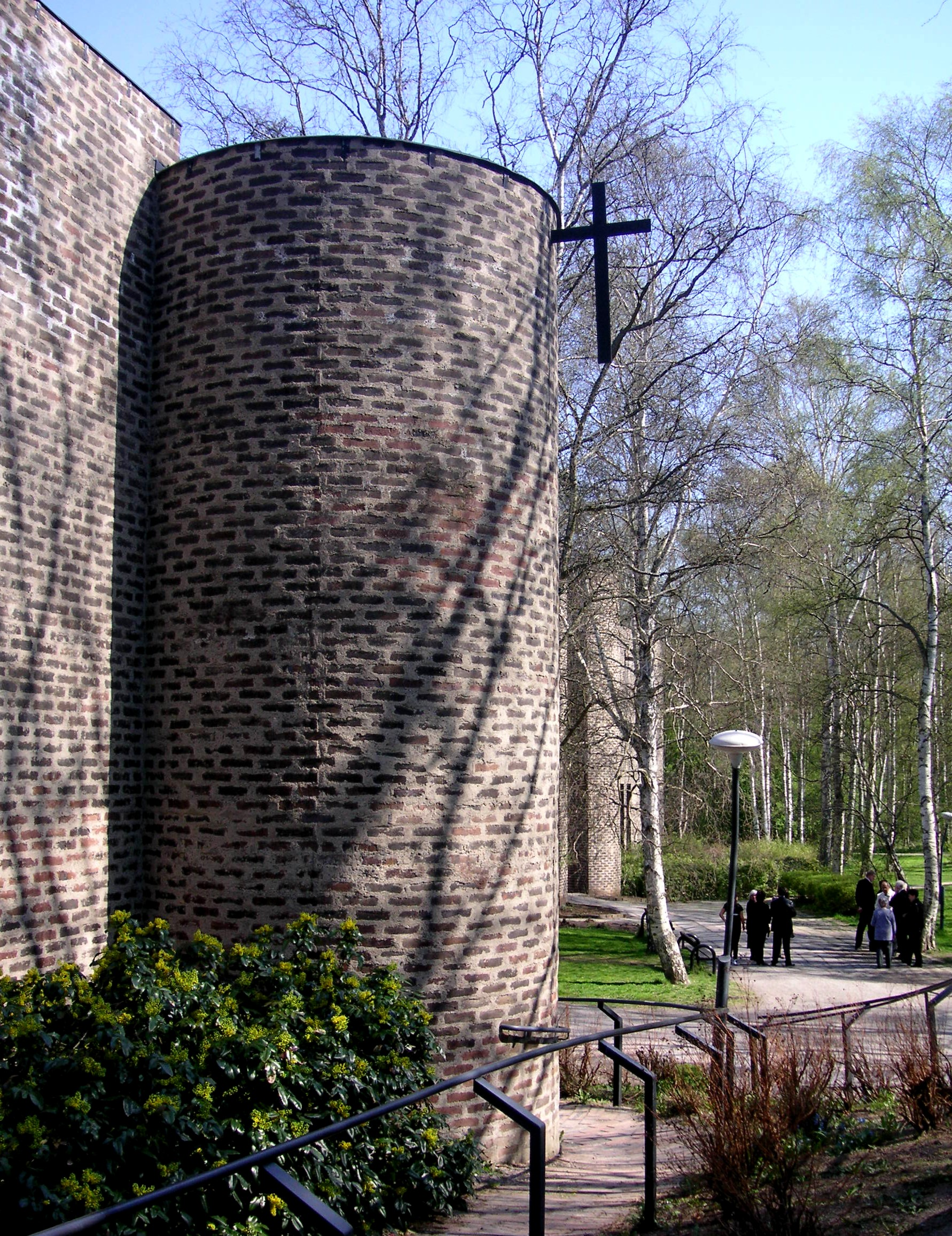
Klocktornet
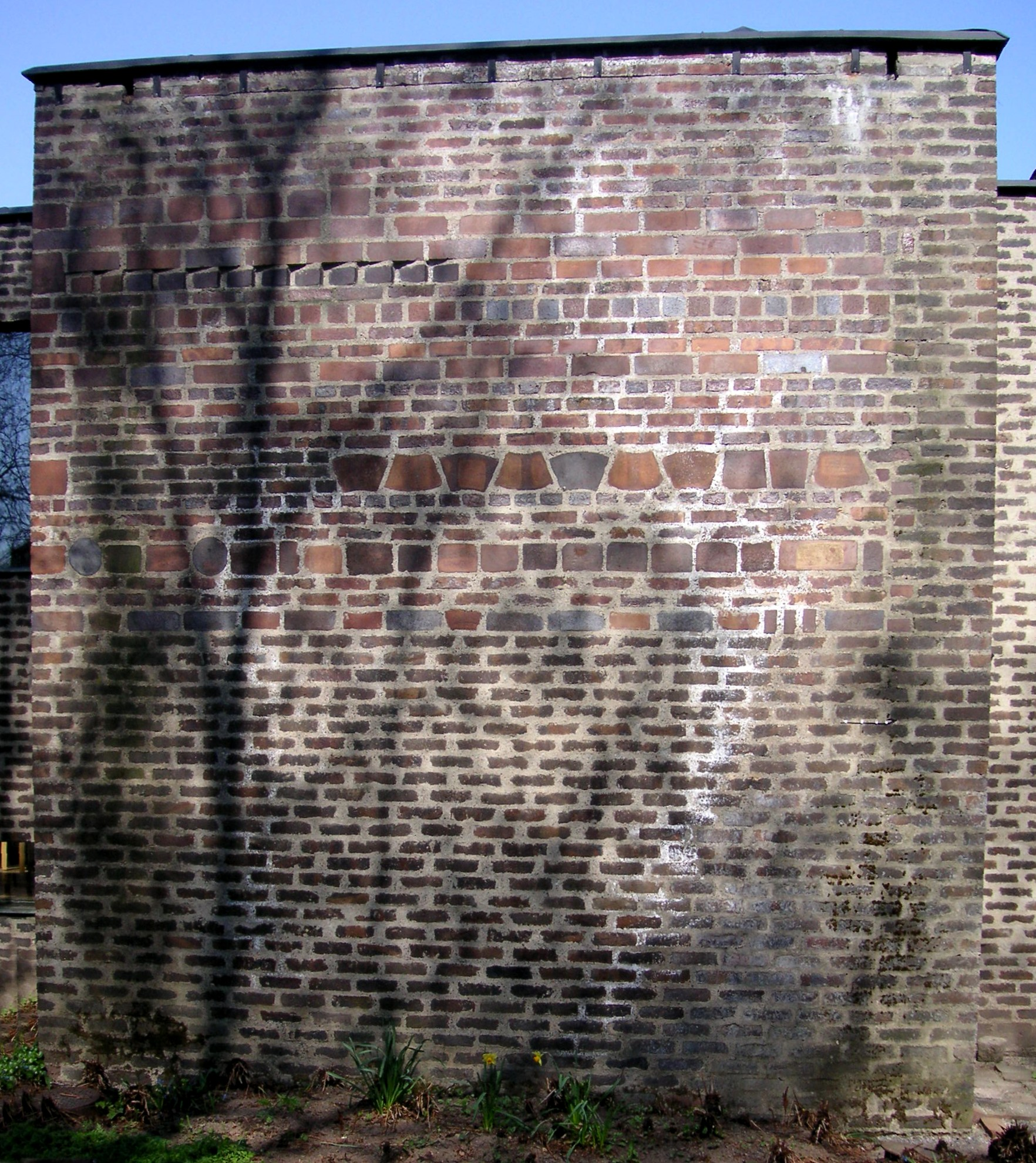
Murverksdetalj

### Interiör

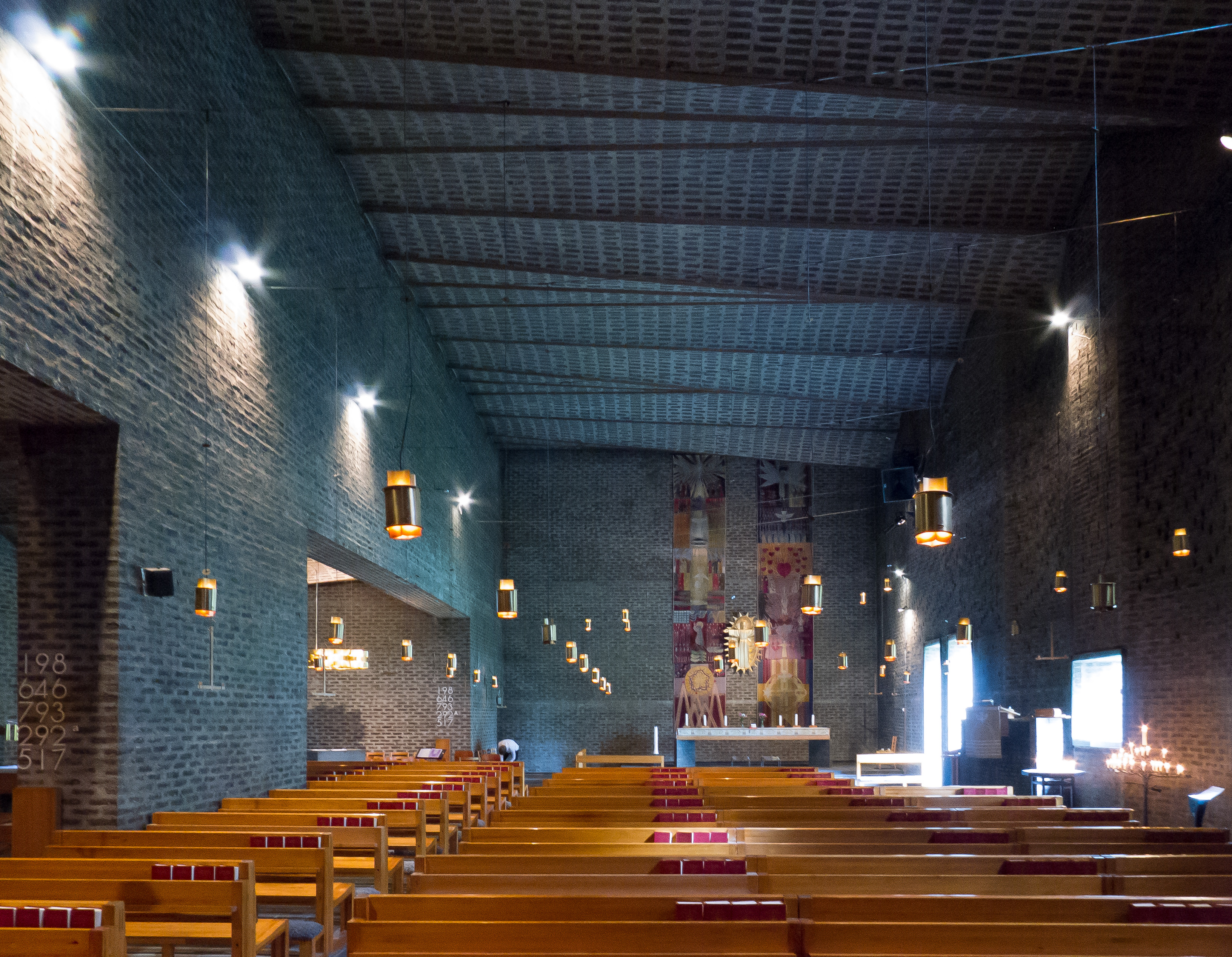
Kyrkorummet
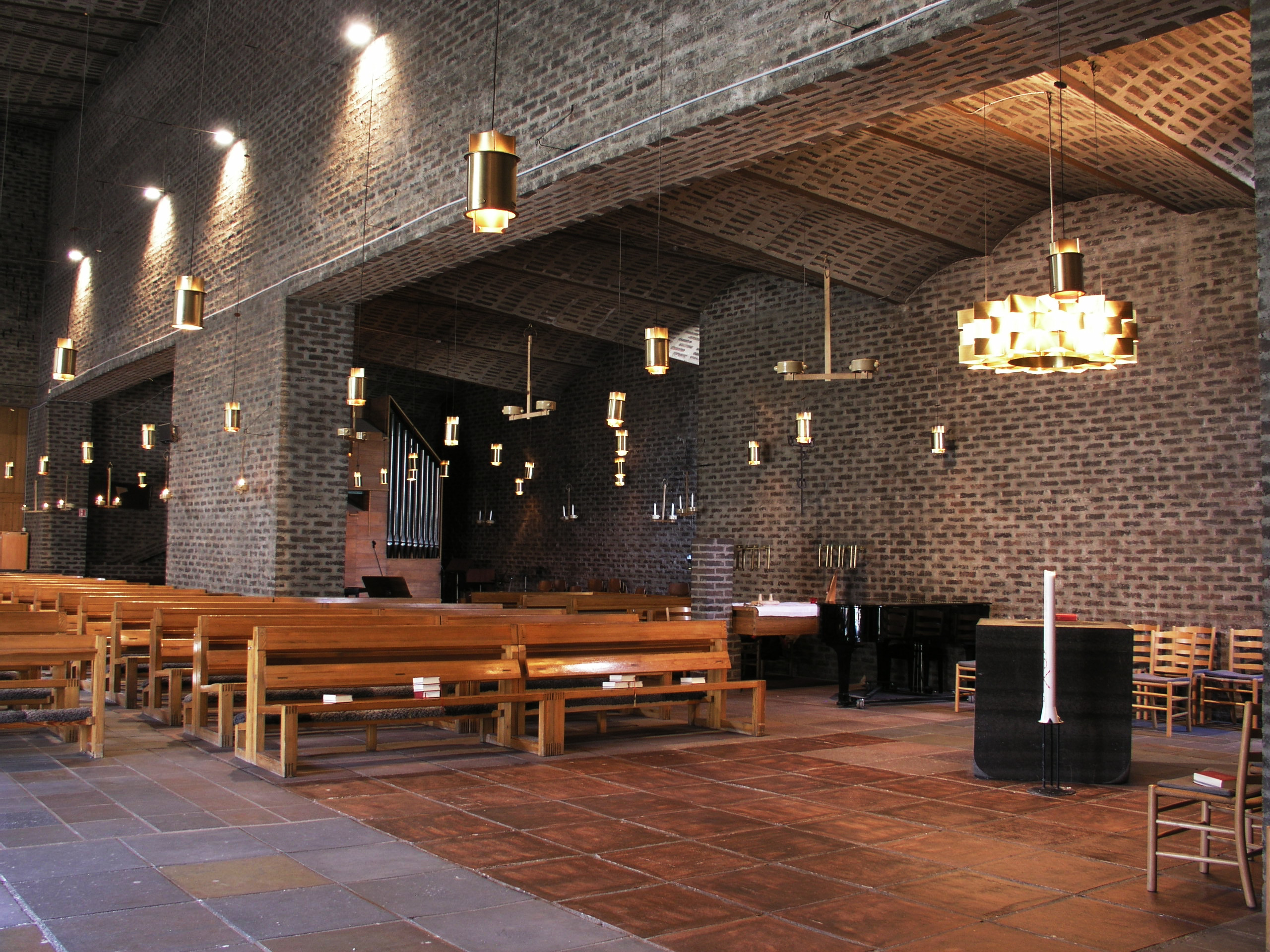
Kyrkorummet
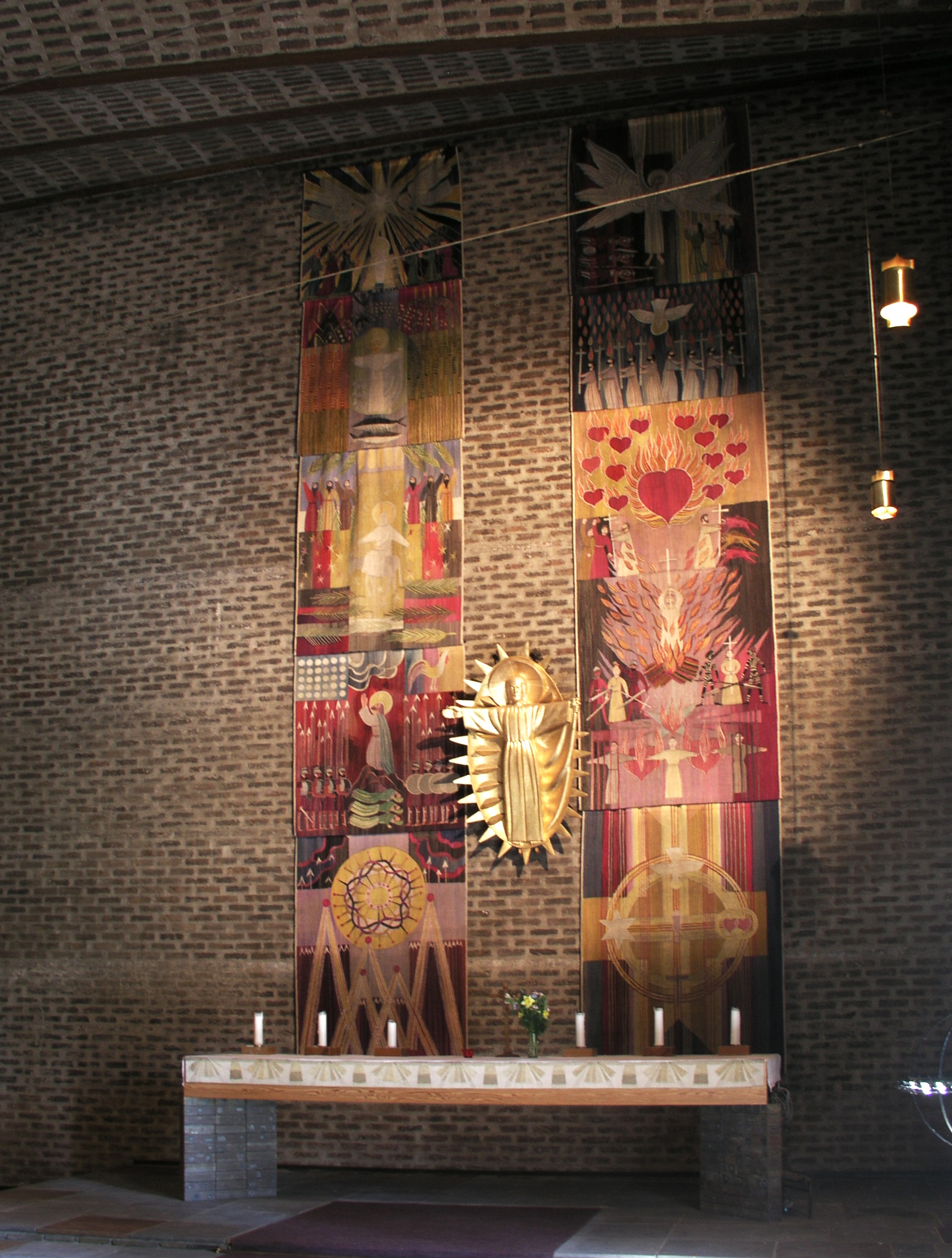
Altaret
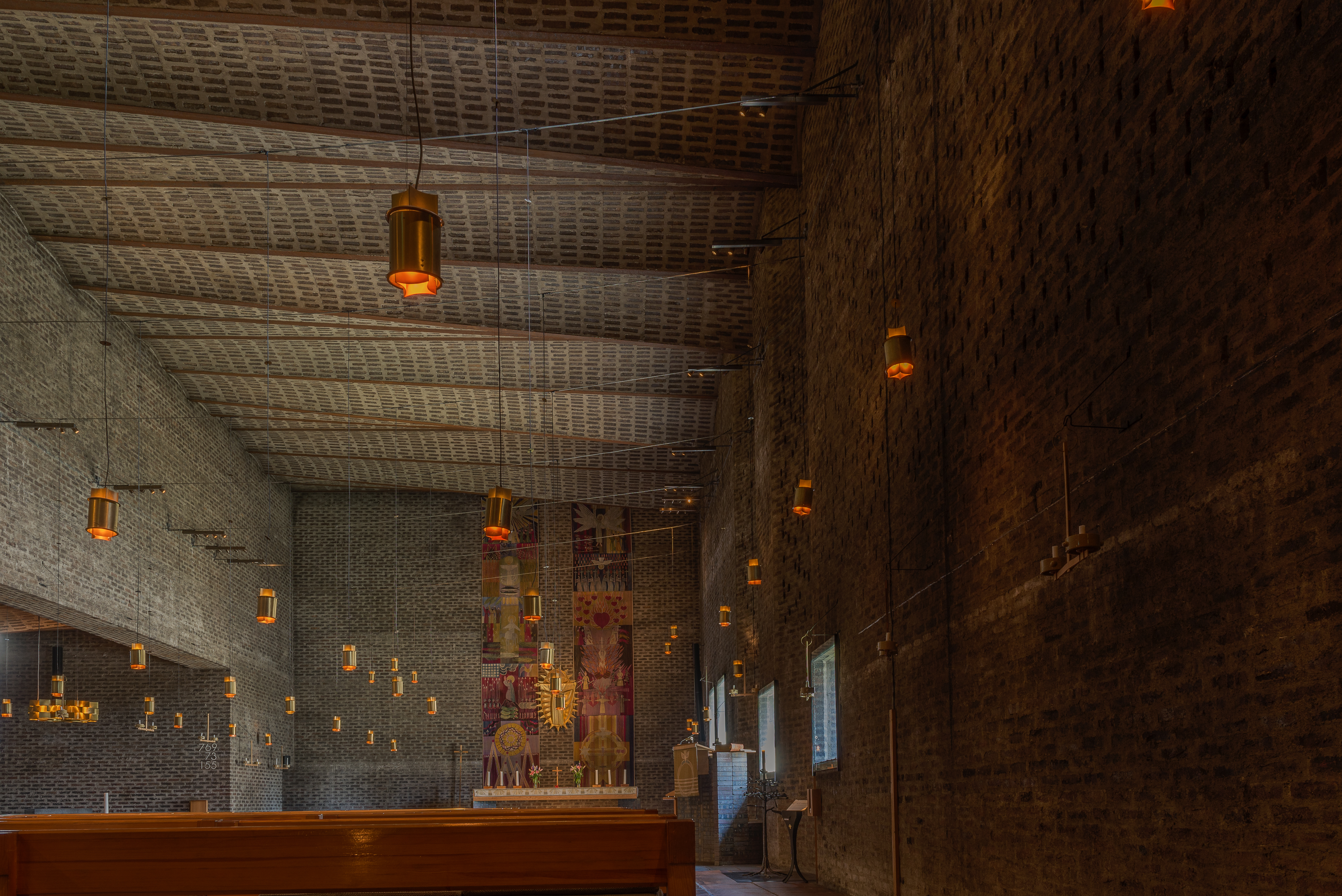
Kyrkorummet